# انجیرتیغی ایستاده
انجیرتیغی ایستاده (نام علمی: Opuntia stricta) نام یک گونه از سرده انجیرتیغی است.